# Averrhoa bilimbi
Averrhoa bilimbi, maleno korisno tropsko drvo iz porodice ceceljevki, vernakularno poznato kao bilimbi i drvo krastavac.
Naraste do 15 metara visine. 
Vrsta je rasprostranjena po Molucima i otoku Celebesu (danas Sulawesi), a introducirana je i po drugim zemljama. Koristi se u medicinske (među ostalim sifilis) i kulinarske svrhe (plod).

## Sinonimi
- Averrhoa obtusangula Stokes

- A. bilimbi
- A. bilimbi
- A. bilimbi